# Кальцабиджи, Раньери де
Раньери Симоне Франческо Мария де Кальцабиджи (итал. Ranieri Simone Francesco Maria de’ Calzabigi; 23 декабря 1714, Ливорно, — июль 1795, Неаполь) — итальянский либреттист, драматург и поэт.

## Жизнь и творчество
Раньери де Кальцабиджи получил образование, по всей видимости, в Ливорно и в Пизе. Под псевдонимом Либурно Дрепанио был членом тосканской Этрусской академии и Аркадской академии. В 1743 году поступает на службу одного из министерств в Неаполитанском королевстве. Здесь же, в Неаполе он начинает писать оперные либретто. Будучи замешанным в некоем убийстве путём отравления, Кальцабиджи был вынужден уехать из Неаполя. Остановившись в Париже, он в 1750 году здесь знакомится с Джакомо Казановой, и на протяжении ряда лет поддерживает с ним дружеские отношения. К этому времени относится его комически-героическая поэма Люллиада («La Lulliade»), высмеивающая придворную карьеру Жана-Батиста Люлли и полная намёков на проблематику соперничества парижских театральных трупп.
Проведя несколько лет во Франции, Кальцабиджи уезжает в Вену, где в 1761 году принимается на должность «consigliere alla Camera dei Conti dei Paesi Bassi», а затем и «consigliere di S.M.I.R. Apostolica». Благодаря посредничеству интенданта Венского придворного театра, графа Джакомо Дураццо, он знакомится с композиторами Кристофом Виллибальдом Глюком и Гаспаро Анджолини. Для Глюка Кальцабиджи пишет три оперных либретто. Он становится ведущим деятелем так называемой оперной реформы Глюка, предписывавшей чёткое разделение речитатива и арий неаполитанской оперы и вводившей строгую последовательность драматургических сцен с простыми, певучими ариями и драматически звучавшим хором. В предисловии к либретто оперы Алкеста Кальцабиджи формулирует для Глюка основы реформирования для Opera seria: Смысл моей работы был направлен на то, чтобы музыку вновь поставить на надлежащее для неё место: служить драме в её выразительности и её сменяющихся сценах — без того, чтобы нарушать действие или обесценить его, охладить чрезмерными украшениями.
Вследствие некоего скандала Кальцабиджи был вынужден по личному распоряжению императрицы Марии-Терезии покинуть Вену. В 1775 году он приезжает в Пизу, а затем в Неаполь. Здесь драматург остаётся до конца своих дней, активно участвуя в литературной жизни южной Италии.

## Сочинения

### Либретто для К. В. Глюка
- Орфей и Эвридика (Orfeo ed Euridice) (1762)
- Альцеста (Alceste) (1767)
- Парис и Елена (Paride ed Elena) (1770)
- сценарий к балету Дон Жуан (1764)

### Другие тексты
- либретто к L’opera seria, опера-буфф Флориана-Леопольда Гассмана (1769)
- Popoli di Tessaglia … Io non chiedo, eterni Dei (из Alceste), концертария KV 316 (1778/79) В. А. Моцарта. Также и либретто к опере Моцарта Мнимая садовница (La finta giardiniera) приписывается Кальцабиджи
- Данаиды (Les Danaïdes) А. Сальери (1784), Либретто: Ф. дю Рулле и Ж. Чуди по проекту Кальцабиджи
- Орфей (Orfeo) Ф. Бертони (Венеция 1776) основано на либретто Кальцабиджи, написанном им для К. В. Глюка

### Литературные сочинения
- Dissertazione su le poesie drammatiche del sig. abate Pietro Metastasio (Диссертация о драматическом сочинительстве господина аббата Пьетро Метастазио), Париж 1755, Турин 1757 и Ливорно 1774.